# Дороти Рид
Дороти Рид (енгл. Dorothy Reed Mendenhall; Коламбус, 22. септембар 1874 — Честер, 31. јул 1964) била је америчка патологица, заслужна за откриће поремећај крвних ћелија, (касније названих Рид-Стернбергове ћелије), карактеристичних за Хоџкинову болест, најчешћи облика малигног лимфома, који чини око 40% свих малигних лимфома.

## Приватни живот
Рођена је у Колумбусу, Охајо, као треће дете у породици Рид, који су били истакнути и привилеговани чланови друштва, Дороти је живела на великом имању са својим родитељима, братом, сестром, теткама, стричевима и неколико рођака. Када јој  је 1880. године умро отац Вилијем Рид,  од последица изазваних шећерном болешћу и туберкулозе,  Дороти је имала 6 година. Као власник компаније за производњу ципела, отац је за собом оставио велику суму новца, што је било довољно да Дороти Рид омогући даље школовање,, које је започела још док је живела на имању своје породице, уз помоћ њене баке и гувернанте.
Када је њена сестра умрла у лето 1903. године, оставивши троје деце. Рид је преузео одговорност да обезбеди њихово образовање. Године 1906. удала се за Чарлса Елвуда Менденхола, преселила се у Медисон, Висконсин, где је Чарлс радио као професор физике на Универзитету Висконсин. Годину дана касније, Рид Менденхол је изгубила своје прво дете убрзо након рођења због лоше акушерске неге. Добила је још троје деце и провела 8 година ван посла.
Менденхол је уживао у богатом личном животу и живој каријери у јавном здравству. Након смрти мужа 1935. путовала је по Централној Америци и Мексику, а затим се настанила у Честеру, Кон, где је умрла 1964. године.

## Образовање
Рид је дипломирала на Смит колеџу 1895. године, а затим је провела годину дана на Технолошком институту у Масачусетсу где је била једина жена на часовима хемије.  Током шкиоловања у Масачусетсу открила је страст за медицину, када је у другој години студија изучавала биологију.
Након што је сазнала да медицинска школа Џон Хопкинс школује и жене, како би се уписла у ову престижну школу (до тада намењену искључиво мушкарцима), прво је похађала курсеве из области науке. Међутим захтев за упис у Медицинску школу Џон Хопкинс, поднела је тек пошто је од Одбор Женског фонда прикупила довољну суму новаца за школовање.
Током летњег распуста 1898. године, она и колегиница постале су прве жене запослене у америчкој поморској болници када су служиле као асистенти у операционој сали и бактериолошким лабораторијама у болници у Бруклину. 2  Дороти је дипломирала медицину као четврта по успеху у свом разреду и у знак признања 1900. године  добила престижну праксу у болници Џон Хопкинс, где је требало да ради под руководством др Вилијема Ослера. Иако првобитно др Ослер није желео да Дороти похађа медицинску школу и често је изјављивао да медицинска школа није место за жене и непријатељски се односио према женама које су улазиле у медицинску школу, он је ипак на крају попустио и прихватио Дороти.
Године 1901. године добила је стипендију за патологију код Вилијама Велча, МД. Док је радила у Хопкинсовим лабораторијама, открила је поремећај крвних зрнаца који је повезан са Хоџкиновом болешћу, сада познат као Редова ћелија (или Ред-Стернбергова ћелија, по Дороти Рид и Карлу Стернбергу, аустријском патологу).
Након дипломирања прихватила је стажирање из педијатрије у болници за бебе у Њујорку, поставши први лекар жена 1903. године.  Упркос притисцима колега из медицине који су имали мало времена за жене лекаре или проблеме женског здравља, она је посветила сву своју каријеру детаљном истраживању здравља деце и мајки.

## Каријера
Када се вратила медицини, 1914. године, истраживала је здравље деце и мајки, и писала билтене за Одељење за кућну економију Универзитета Висконсин, Државни одбор за здравство Висконсина и Министарство пољопривреде САД. У Медисону, 1915. године, организовала је прву клинику за помоћ новорођенчади у Висконсину, уз помоћ волонтерске организације и Удружења медицинских сестара. Била је председница Удружења до 1936. године. На крају су основане још четири клинике, а 1937. године Медисон је наведен као град са најнижом стопом смртности новорођенчади у Сједињеним Државама.
Године 1917.  преселила се у Вашингтон, где се запослила у Бироу за децу, учествујући у њиховом националном програму за праћење деце млађе од 6 година, од 1918. до 1919. Такође је испитивала ратна сиротишта у Француској и Белгија, а проучавао је исхрану међу енглеском децом. Године 1918. Биро је штампао њену публикацију Млеко: неопходна храна за децу . На крају Великог рата вратила се у Висконсин, и наставила да ради на теренском и истраживању за Биро за децу. Током 1921.године објавила је 6 поглавља Брига о деци и Дечја добробит: Прегледи за проучавањ.
Године 1926. истражила је стопе смртности новорођенчади и мајки у Данској и упоредила их са америчком статистиком, закључивши да су веће стопе смртности у Америци узроковане непотребном медицинском интервенцијом. Године 1929, Дечји биро је објавио њену анализу  Бабиштво у Данској. Године 1928. Биро је објавио још један њен извештај, Шта се дешава са мајкама и бебама у округу Колумбија?.